# Educanix
Educanix es una distribución live de GNU/linux creada especialmente para niños de edades comprendidas entre los 3 y 10 años. Esta distribución ha sido desarrollada por el equipo del Centro de Referencia Linux (CRL, UAM-IBM).
Educanix reúne un conjunto de juegos educativos para niños que comprenden diferentes áreas, como matemáticas, lenguaje, geografía, etc completándose con juegos para el aprendizaje del uso del ordenador o juegos para el entretenimiento del niño. 
El hecho de que la distribución sea Live implica que sólo se ejecuta en memoria y por tanto, no es necesaria su instalación en disco duro para su funcionamiento. Esto permite ejecutar la distribución en cualquier máquina, siempre y cuando posea un lector de CD. Al no instalarse en disco duro, no perderemos los datos que tengamos en disco duro, conservándose así intacto los posibles sistemas operativos que estén instalados en el ordenador.

## Aplicaciones
Educanix solo tiene software totalmente libre y gratuito, sin necesidad del uso de módulos especiales para la ejecución de aplicaciones de otros sistemas operativos de pago. Estas aplicaciones son:
GCompris: Juego diseñado para niños de edades comprendidas entre los 3 y 8 años. En total contiene 49 aplicaciones con las que aprender a contar, a leer, identificación de letras, países en el mundo, movimientos con el ratón, lógica... todo integrado en un entorno gráfico ejecutable a pantalla completa, con sonidos y manuales en castellano de cada una de las aplicaciones. Cada juego presenta un problema al niño, que deberá responder con el ratón o con el teclado, dependiendo del juego y del nivel de dificultad, pudiéndose comprobar después la solución al problema. Las voces del juego han sido grabadas por niños de aproximadamente esas edades, de forma que son niños los que corrigen o felicitan a otros niños. El menú principal del juego permite filtrar las aplicaciones que aparecen en el menú gráfico, según su dificultad. La versión incluida de Gcompris en Educanix es la número 6.1.
KTuberling: Educanix incluye tres versiones diferentes de este juego que consiste en ir creando un escenario con diversos objetos (a modo de iconos) sobre un fondo. Los fondos incluidos son los de un acuario, el cual se puede rellenar con peces y diferentes animales marinos, así como objetos que se pueden encontrar en alta mar. Los otros dos fondos son un pingüino y otro del Sr. Patata, a los cuales hay que componerles la cara y añadirles ciertos complementos. En el KTuberling del pingüino y del Sr. Patata, los iconos llevan asociados un sonido para su identificación. Así por ejemplo, si a alguno de estos dos personajes se les añade un sombrero, por los altavoces del ordenador escucharemos la palabra sombrero. Esta herramienta originalmente posee una barra de herramientas que permite seleccionar el idioma, grabar las imágenes... pero en Educanix, ésta ha sido eliminada de forma que sea mucho más segura y sencilla su ejecución. La versión del paquete KTuberling incluido en Educanix es la 0.4 con la versión de KDE 3.3.0 y la versión de Qt 3.3.3.
TuxPaint: Juego que consiste en realizar dibujos, contando para ello con diversas herramientas como pinceles de diferentes puntas, gomas de borrar, sellos con forma de números, letras, símbolos, señales de tráfico, alimentos, etc. todo acompañado de efectos sonoros y animaciones de un pingüino el cual anima a seguir con la tarea de pintar y colorear. Este juego se ejecuta también en pantalla completa. La versión de TuxPaint en Educanix es la 0.9.13.

## Características
Al ser una distribución que van a usar niños muy pequeños se ha adaptado completamente el sistema a sus necesidades y capacidades. Así, las características destacables del entorno, inexistentes en otras distribuciones, son las siguientes:
- Los iconos de las aplicaciones son lo suficientemente grandes como para que un niño que no sepa manejar correctamente el ratón, pueda ejecutarlas. Para facilitar al máximo la tarea de mover el ratón y seleccionar la aplicación, los punteros del ratón han sido cambiados de forma que en Educanix, son más grandes y redondeados que los usados normalmente en cualquier distribución. Además se eligió un color que resaltase sobre el fondo del escritorio para que en todo momento sea fácilmente localizable en pantalla.
- Los iconos además van acompañados de un sonido que se podrá escuchar cuando el niño pulse sobre él para ejecutar el juego en cuestión. Estos sonidos ayudarán a identificar el juego con mayor facilidad. Además, la ejecución de las aplicaciones, podrá hacerse mediante un único click de ratón o múltiples de ellos, evitándose así el hecho de que se ejecute múltiples veces si se pulsa más de una vez el icono.
- Por otro lado, los iconos están también en unas ciertas posiciones de la pantalla, incluso si se cambia de resolución, creando un escenario. Ello no impide que se pueda jugar a cambiar los iconos de posiciones para crear nuevos escenarios. Lo que sí es importante destacar es que nunca se podrán eliminar de la pantalla, estando siempre accesibles.
- Para hacer más entretenido el arranque de la distribución, se ha añadido a Educanix, una melodía que se escuchará mientras inicia la sesión.
- Los fondos de pantalla cambian según la hora del día, mostrando si es de día, de noche, está atardeciendo o amaneciendo. Además de ir cambiando el fondo de pantalla, a ciertas horas del día se puede escuchar un sonido, como por ejemplo un gallo en el amanecer o a una niña avisando del atardecer.
- Como en todo sistema operativo, cuando el ordenador lleva tiempo sin ejecutar nada, para evitar el deterioramiento de la pantalla, se ejecuta un salvapantallas. En Educanix, los salvapantallas han sido especialmente seleccionados de forma que no aparezcan situaciones que puedan asustar a los niños más pequeños. Se han incluido una serie de salvapantallas didácticos que pueden familiarizar al niño con principios muy básicos de la mecánica, lógica o incluso visión espacial.
- La distribución está totalmente capada, de forma que en ningún momento podrá ejecutarse una terminal, ni tener acceso a comandos, configuraciones, barras de herramientas o paneles. Todos los terminales externos han sido cerrados, quedando únicamente el terminal F1 en el cual se visualizará el apagado de la máquina. Sobre este tema, conviene decir que la combinación de teclas para apagar la máquina resultaría imposible para un niño de estas edades, quedando únicamente accesible a los padres o responsables de los niños mientras estén jugando con el ordenador.
- Se ha omitido todo mensaje de error por pantalla, que pudiera ser generado en una situación excepcional.
- No hay que realizar ninguna modificación en las configuraciones mientras se utiliza la distribución, ya que todo ha sido configurado y programado de antemano, para que todo quede accesible en cualquier momento.